# Kaiserbauruine

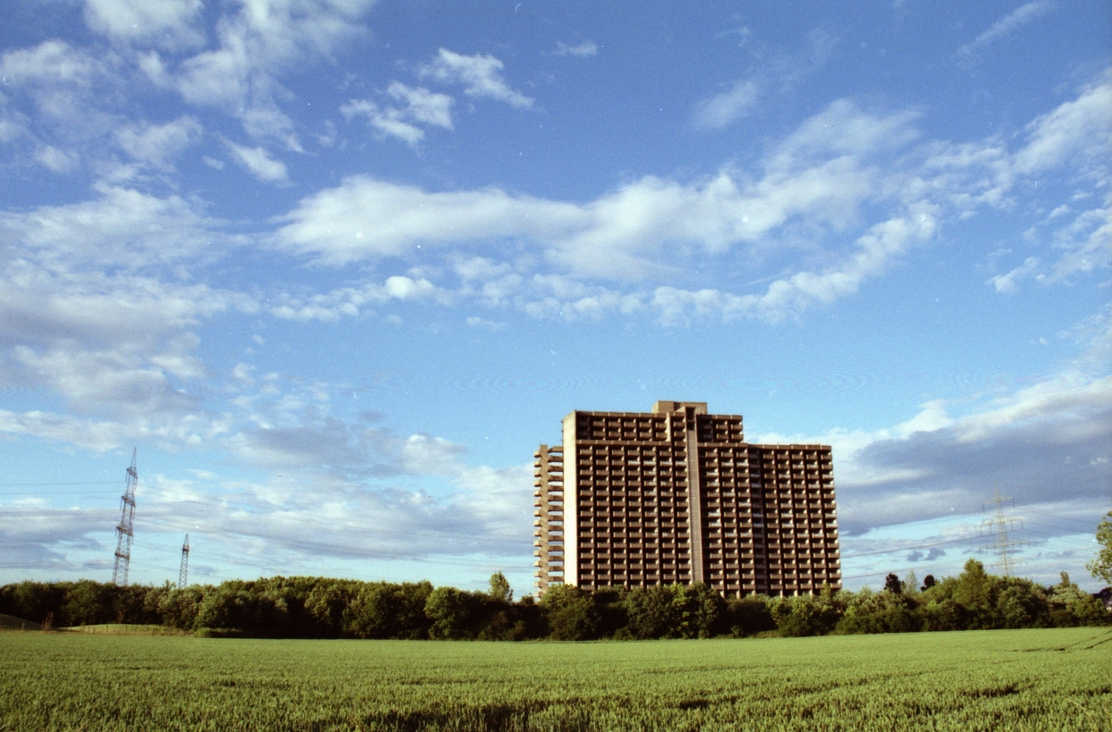
Kaiserbauruine, 1999

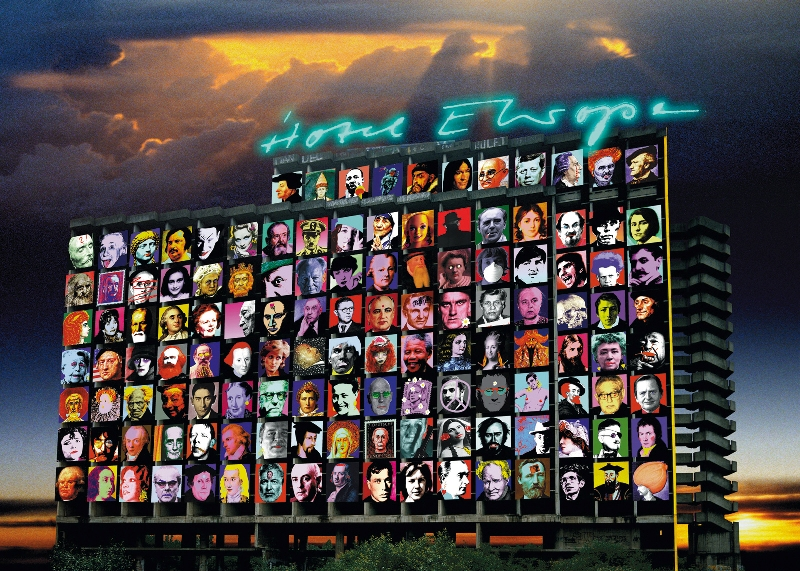
Der Kaiserbau in seiner Zeit als "Hotel Europa"

Die Kaiserbauruine, ursprünglich geplant als Airport-Hotel, war die Ruine eines vom Bauunternehmer Franz Kaiser (Kaiser Baugruppe, Köln) Anfang der 1970er Jahre begonnenen, aber nie fertiggestellten Hotels neben der A 59 in Troisdorf. Sie stand fast drei Jahrzehnte leer.

## Geschichte
Die Planungen gingen bis ins Jahr 1970 zurück, Baubeginn war 1974, der Rohbau war 1975 fertiggestellt. Mit 18 Stockwerken und geplanten 1.200 Hotelbetten nebst 600 Appartements lag sie in der Nähe des Flughafens Köln/Bonn. Letztlich stoppten weitere Arbeiten aufgrund von Unstimmigkeiten zwischen der Stadt Troisdorf und dem Bauunternehmen. Kaiser selbst geriet in wirtschaftliche Schwierigkeiten.
Die Bauruine entwickelte sich zum Wahrzeichen der Stadt. Während Staatsbesuchen wurde die Kaiserbauruine, je nach Gefährdungsstufe des jeweiligen Staatsgastes, von einer Hundertschaft der Polizei besetzt gehalten. Man fürchtete Anschläge aus dem Gebäude heraus auf die nahe gelegene A 59. Die für den Betrieb des Hotels benötigte Anschlussstelle Spich der A 59 ging 1996 in Betrieb.

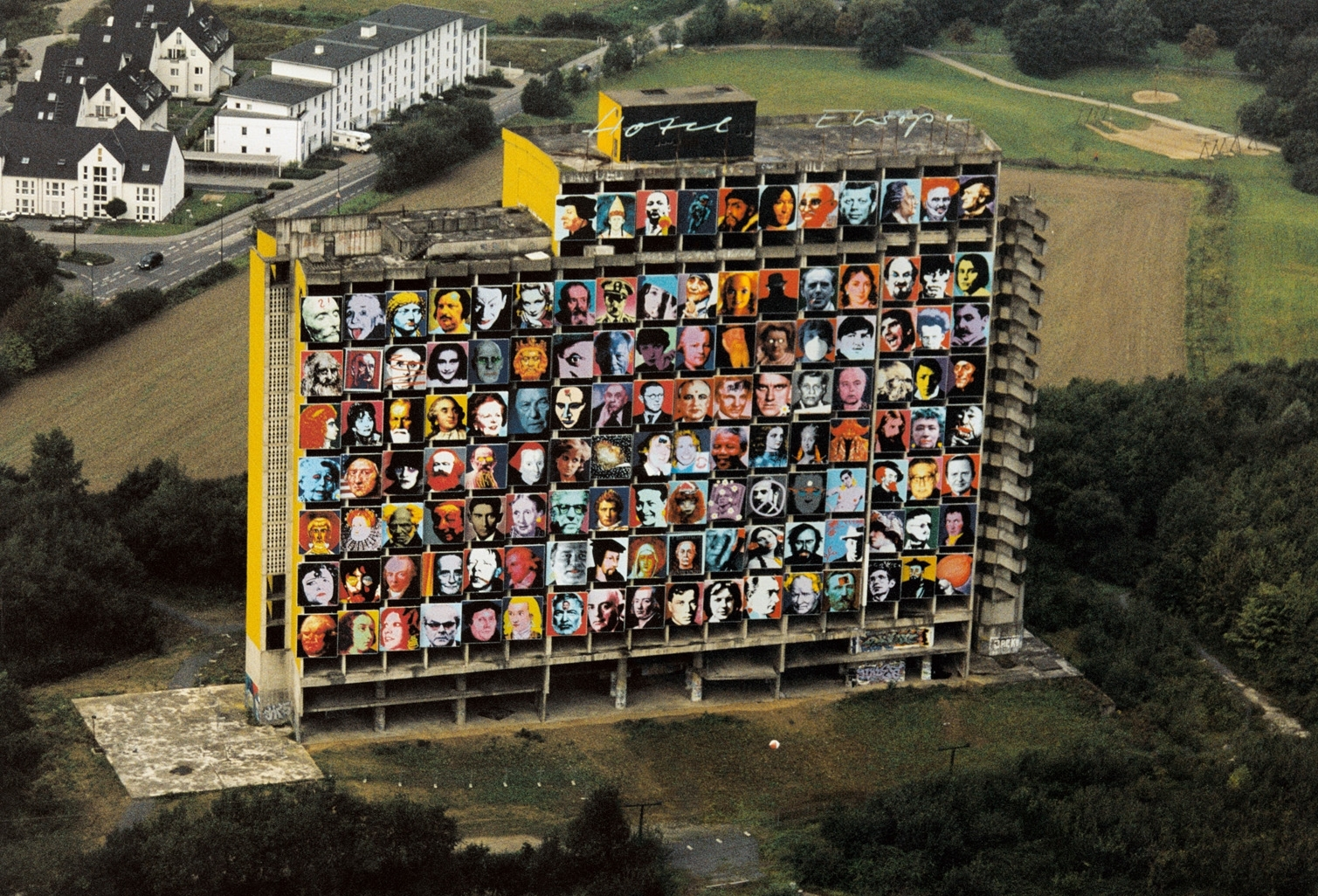
Luftaufnahme des dekorierten Hotel-Rohbaus

Der Aktionskünstler HA Schult machte 1999 aus ihr das Hotel Europa. Die Front des Gebäudes wurde dazu mit Bildern von 130 Persönlichkeiten behängt, die Europa prägten.
Am 13. Mai 2001 um 8:01 Uhr MESZ wurde die Kaiserbauruine vor 20.000 Zuschauern gesprengt. Die Sprengung und die umfangreichen Vorbereitungen wurden vom WDR in einer Folge der Sendung mit der Maus dokumentiert, die im Jahr 2003 ausgestrahlt wurde.